# Linia grzbietowa
Linia grzbietowa – linia łącząca najwyższe punkty leżące wzdłuż grzbietu górskiego, będąca jednocześnie linią działu wodnego, oddzielającą sąsiednie zlewnie.